# Onchiolistia multipapillata
Onchiolistia multipapillata is een rondwormensoort uit de familie van de Camacolaimidae. De wetenschappelijke naam van de soort is voor het eerst geldig gepubliceerd in 2002 door Blome.